# Châtelet-Les Halles
Châtelet-Les Halles är en underjordisk tunnelbane- och pendeltågsstation i Paris, Frankrike. Egentligen heter bara RER-stationen Châtelet-Les Halles, medan tunnelbanan har två stationer, en heter Châtelet och den andra Les Halles. RER-spåren ligger utmed en nord-sydlig  axel under köpcentrumet Forum des Halles. 
Stationen sträcker sig från Place du Châtelet till Forum des Halles. Stationskomplexet ligger nära Seines norra strand, i Paris första arrondissement och trafikeras av RER linje A, linje B och linje D.
Det är den största stationen i kollektivtrafiksystemet, faktiskt en av de största i världen om man räknar antalet passagerare, varje dag använder 750 000 personer stationen, varav 493 000 utnyttjar RER-delen. Totalt åtta linjer betjänar stationen, fem Métro och tre RER, linje 4 har två stationer i komplexet. RER-delen är sammanbunden med en lång gång till Metrodelen. 

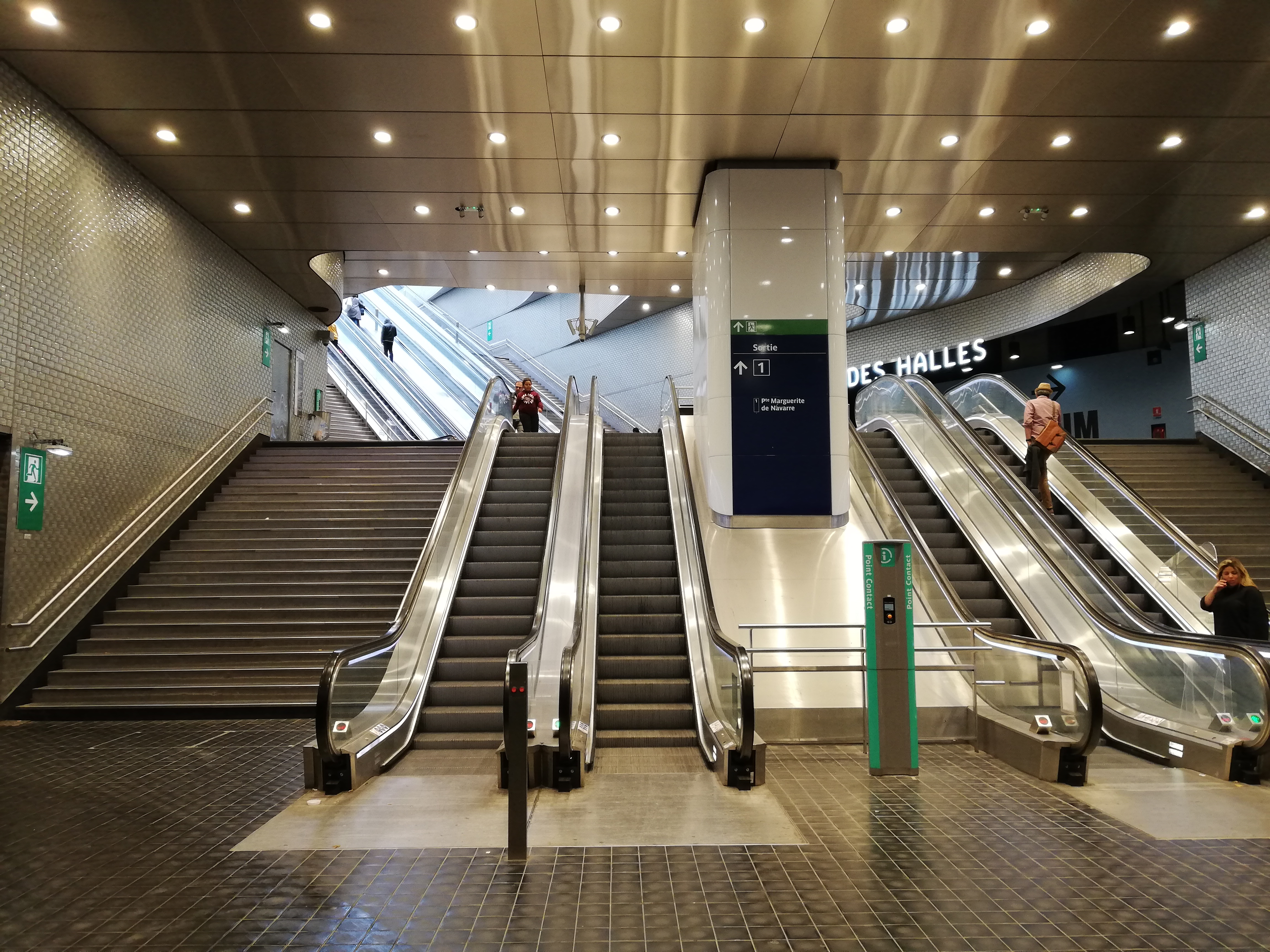
Entré Place Marguerite de Navarre
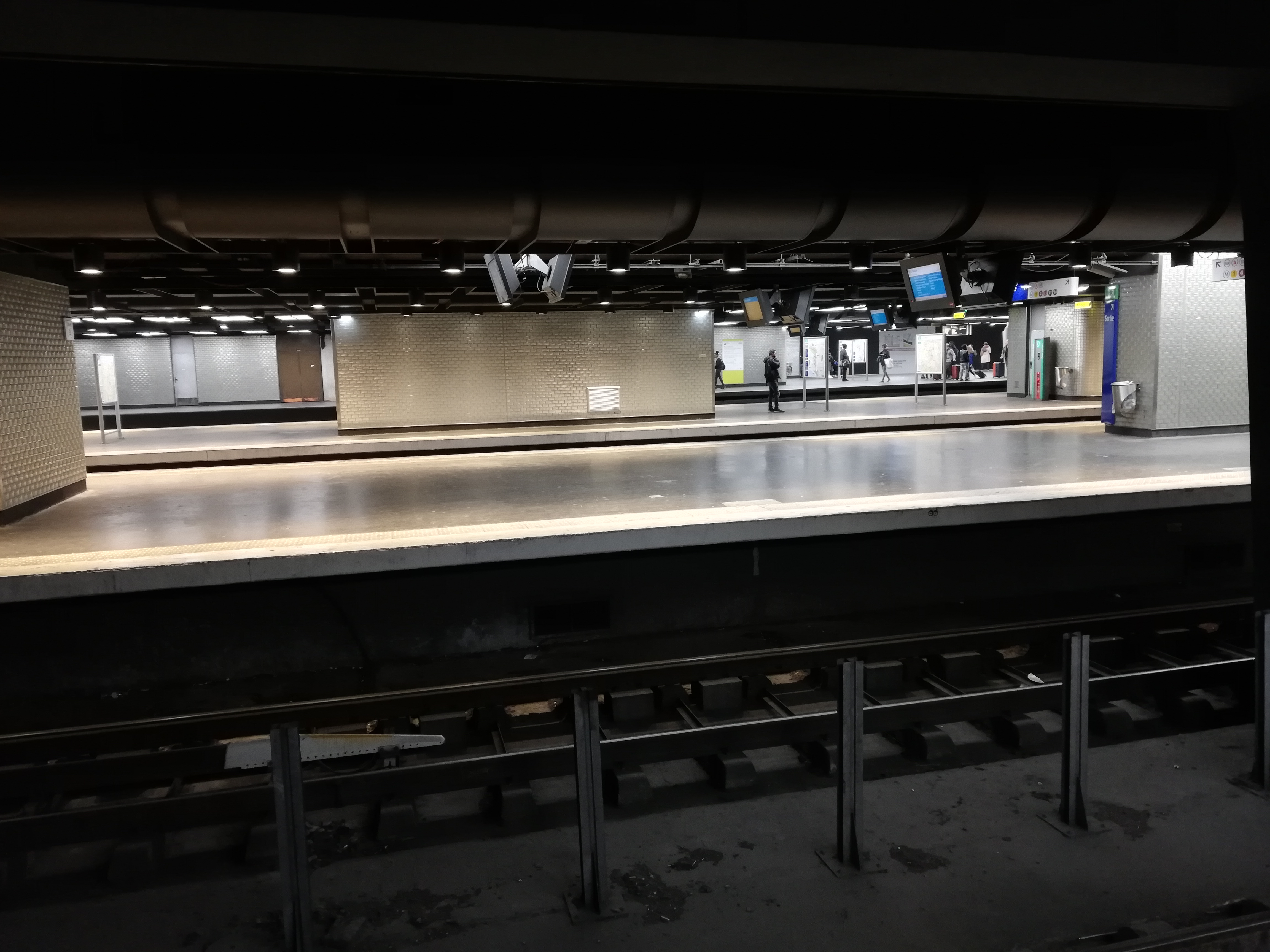
Perronger på Châtelet-Les Halles
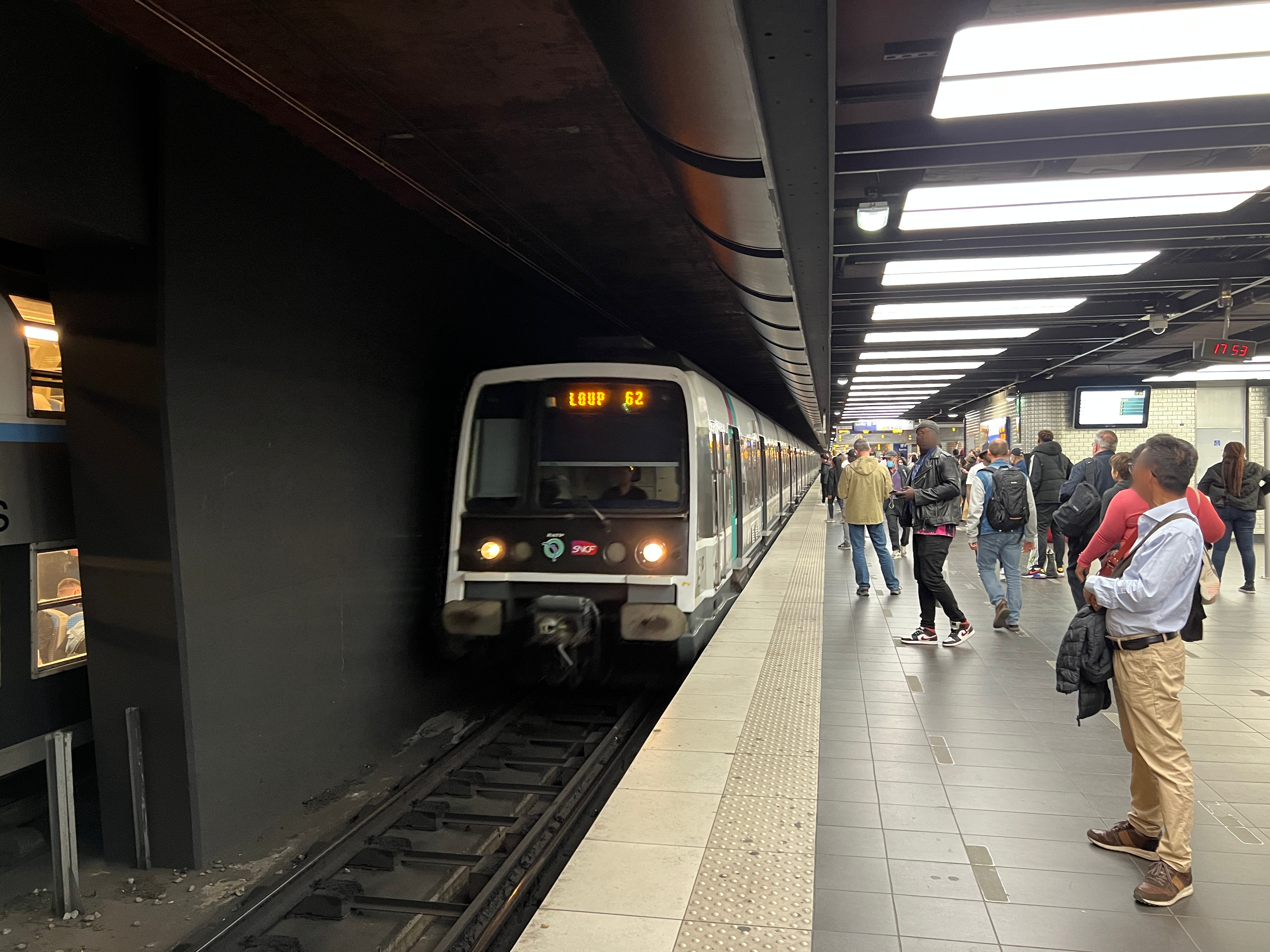
Pendeltåg på Châtelet-Les Halles
Spår, linjer och perronger för pendeltågen
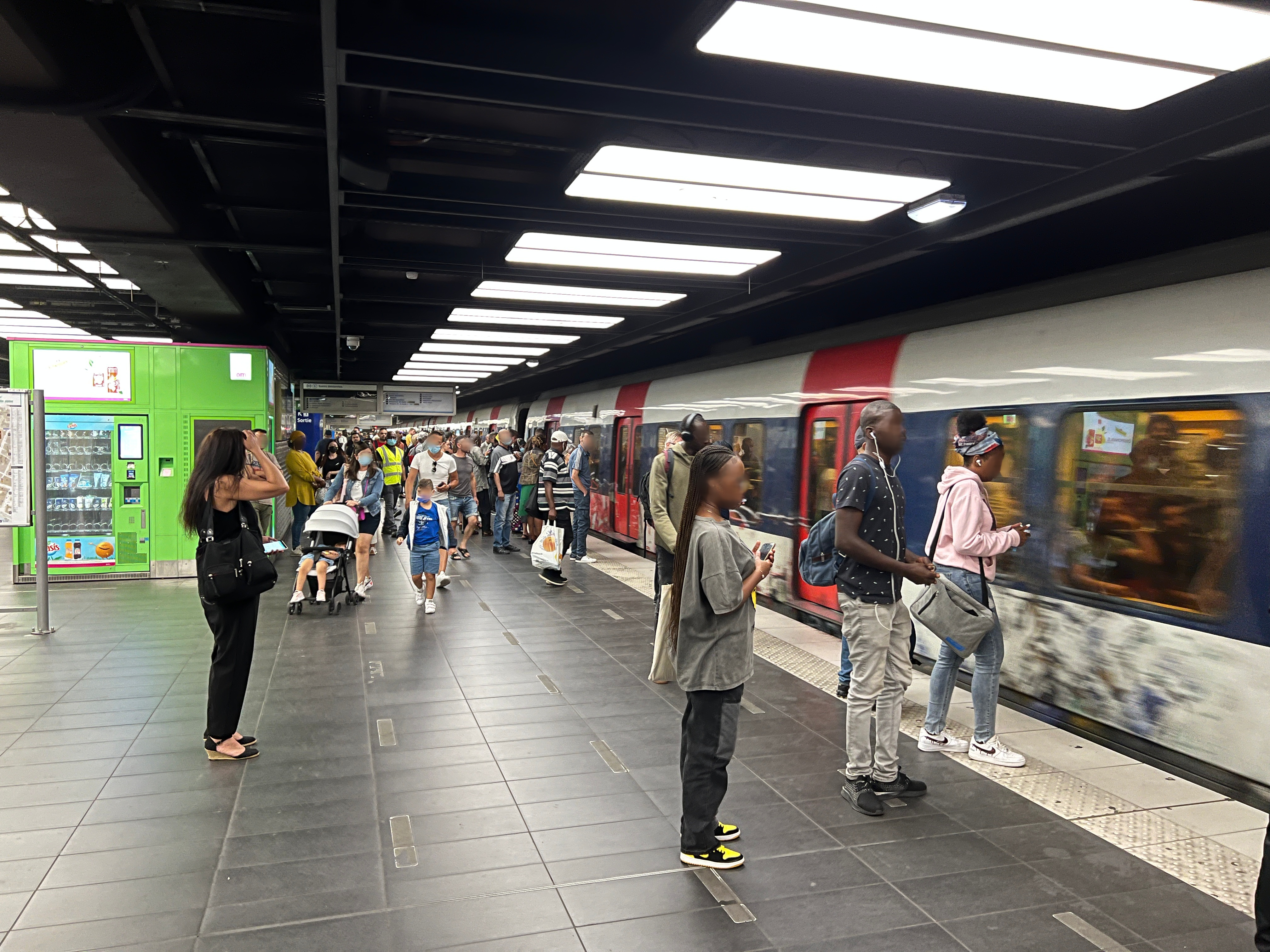
Pendeltåg på Châtelet-Les Halles
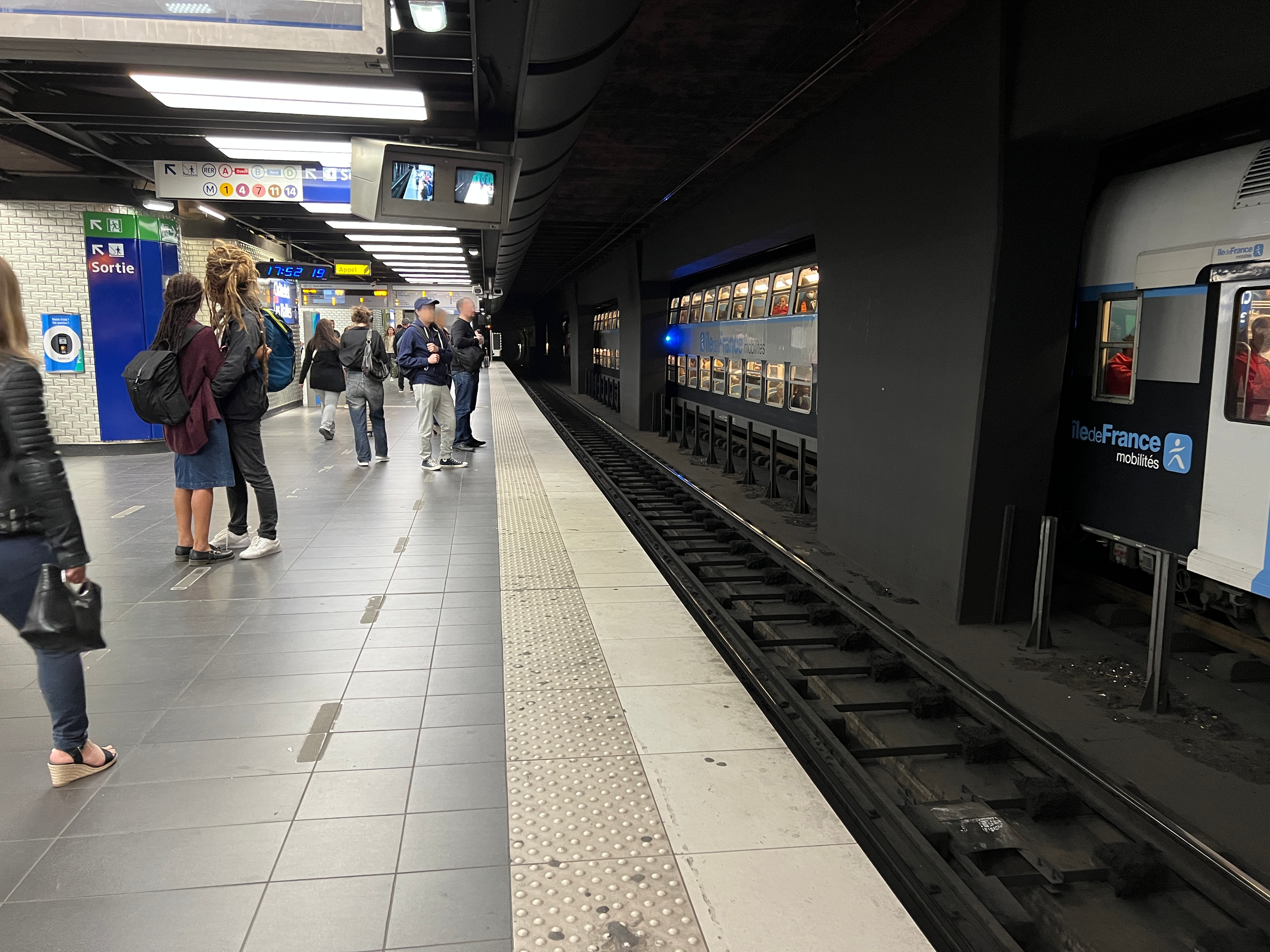
Penrrong på Châtelet-Les Halles
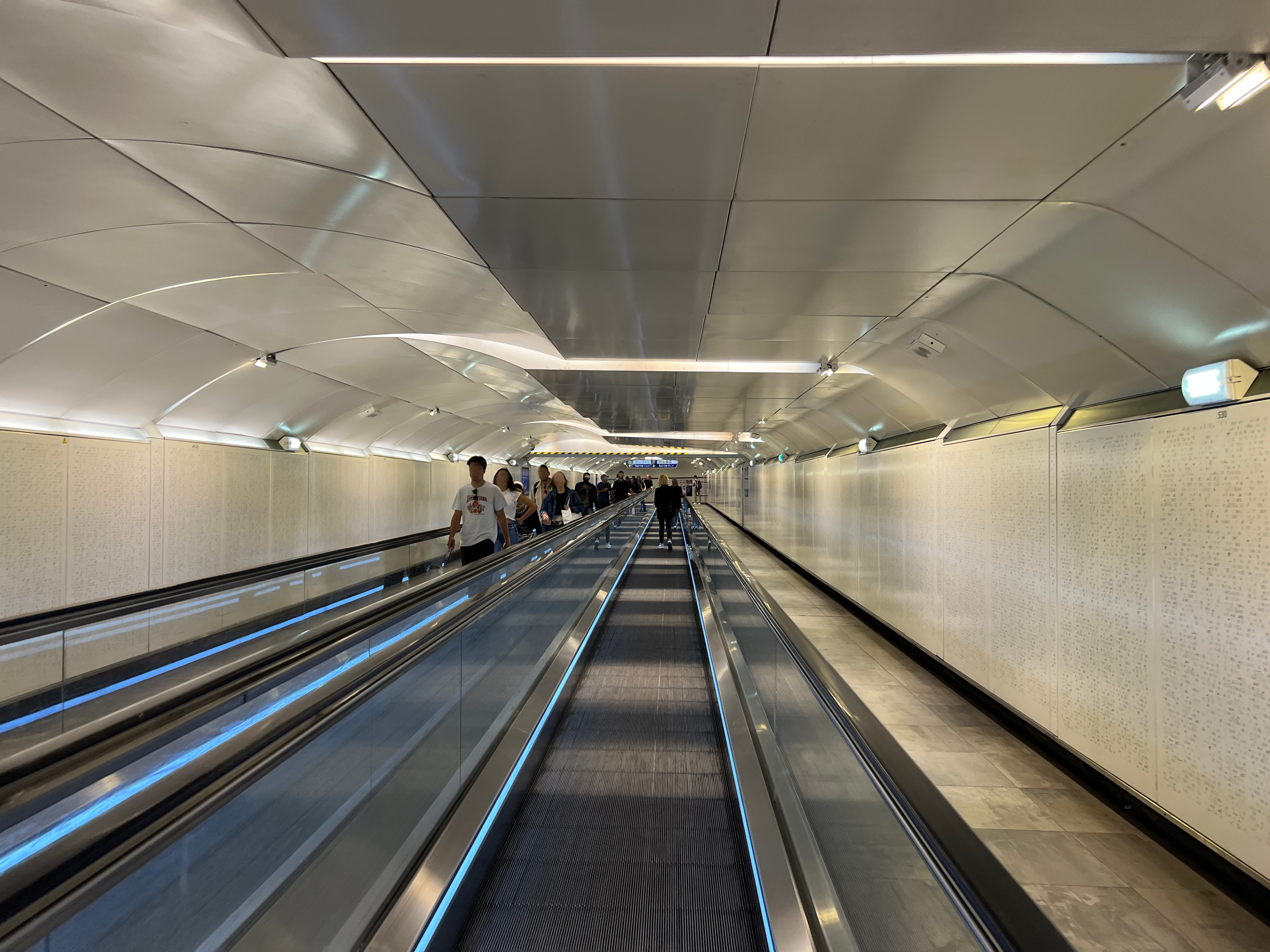
Rullband
Karta över stationen med både pendeltåg och metro